# У Дин
У Дин (кит. упр. 武丁, храмовое имя Гао-цзун (кит. упр. 高宗); род. XIV в. до н. э. — ум. 1266 г. до н. э., по другим данным — правил в 1250 г. до н. э. — 1192 г. до н. э.) —  правитель древнекитайского государства Шан-Инь.

## Биография
У Дин был сыном правителя Сяо И и племянником Пань Гэна. Правил в течение 57 лет. У Дин организовал походы против соседних племён фан, цян, туфан, чжоу, гуйфан и других, устраивавших набеги на территорию Иньского государства и разгромил их, а также присоединил к своей державе ряд новых территорий (о чём говорят сохранившиеся надписи на костях и панцирях черепах). У Дин — это первый император Китая, имя которого упоминается в современных ему надписях. О выдающейся роли У Дина как правителя указывает в своём более позднем сочинении «Ши Цзи» и Сыма Цянь.